# Мос Појнт (Мисисипи)
Мос Појнт (енгл. Moss Point) град је у америчкој савезној држави Мисисипи.

## Демографија
По попису из 2010. године број становника је 13.704, што је 2.147 (-13,5%) становника мање него 2000. године.
| Група             | 2000.          | 2010.          |
| Белци             | 4.402 (27,8%)  | 3.172 (23,1%)  |
| Афроамериканци    | 11.184 (70,6%) | 10.080 (73,6%) |
| Азијати           | 34 (0,2%)      | 60 (0,4%)      |
| Хиспаноамериканци | 159 (1,0%)     | 254 (1,9%)     |
| Укупно            | 15.851         | 13.704         |